# Johan von Tilly
Johann Tserclaes von Tilly (ur. w lutym 1559, zm. 30 kwietnia 1632 w Ingolstadt) – wódz austriacki, dowodzący wojskami Ligi Katolickiej  podczas wojny trzydziestoletniej, odpowiedzialny za masakrę protestanckiej ludności Magdeburga.

## Życiorys
Johan von Tilly urodził się w 1559 roku w zamku Tilly w Niderlandach w rodzinie szlacheckiej. Wykształcenie zdobywał w szkole jezuickiej w Niemczech, jednak już w wieku 15 lat przerwał naukę i zaciągnął się do wojska. Służył pod komendą księcia Aleksandra Farnese przeciw Turkom, a następnie wstąpił na służbę księcia Maksymiliana I Bawarskiego, twórcy Ligi Katolickiej. Po wybuchu wojny trzydziestoletniej dowodził wojskami Ligi Katolickiej, które wraz z armią cesarską rozgromiły siły protestanckie w  bitwie na Białej Górze w 1620 roku.
W późniejszej fazie palatynackiego okresu wojny Tilly walczył przeciw Mansfeldowi, Chrystianowi Brunszwickiemu i innym. Pokonany przez Mansfelda w kwietniu 1622 roku pobił go w maju pod Wimpfen, czerwcu pod Höchst i pod Stadtlohn w roku następnym. Po przystąpieniu do wojny Chrystiana IV, króla Danii w 1625 roku Tilly wraz z Albrechtem von Wallensteinem byli głównodowodzącymi wojsk prowadzących przeciw niemu działania. W 1626 roku wspomagany przez część sił Wallensteina zwyciężył pod Lutter am Barenberge.
Po odsunięciu Wallensteina w 1630 roku Tilly objął dowództwo nad armią cesarską, nie zdołał jednak nic zdziałać w walkach przeciw wojskom szwedzkim dowodzonym przez Gustawa II Adolfa.
20 maja 1631 roku wojska Tilly'ego i Gottfrieda von Pappenheima zdobyły i złupiły Magdeburg, dokonały gwałtów na kobietach i masakry ludności cywilnej  (wyznania protestanckiego), za aprobatą Tilly'ego. Po tej rzezi Tilly zyskał przydomek rzeźnika Magdeburga.
W bitwie pod Breitenfeld został pokonany przez Gustawa II Adolfa. 15 kwietnia 1632 roku w bitwie pod Rain nad rzeką Lech Tilly został ranny. Przewieziono go jako jeńca do Ingolstadt, gdzie Gustaw II Adolf oddał go pod opiekę swojego własnego lekarza. Nie udało się go jednak uratować i zmarł 30 kwietnia 1632 roku.